# 弗林克 (佛羅里達州)
弗林克（英語：Frink）是位於美國佛羅里達州卡爾霍恩縣的一個非建制地區。該地的面積和人口皆未知。

## 地理
弗林克的座標為30°22′06″N 85°12′51″W / 30.36833°N 85.21417°W，而該地的平均海拔高度為31米（即102英尺）。